# Yungblud
Домини́к Ри́чард Ха́ррисон (англ. Dominic Richard Harrison; род. 5 августа 1997), более известный под псевдонимом YUNGBLUD (произносится «Youngblood» стилизован под запись прописными буквами) — рок-музыкант родом из До́нкастера (Великобритания).

## Личная жизнь
Родился в семье Саманты и Джастина Харрисонов, где он был старшим из троих детей. Его младших сестёр зовут Джемайма Роуз Харрисон и Изабелла Харрисон. Отец Доминика владеет гитарным магазином, а его дед, Рик Харрисон, выступал с T.Rex в 1970-х.
Доминик изучал актёрское мастерство в «Arts Educational Schools» в Лондоне до начала своей музыкальной карьеры.
Доминик — левша. Но зачастую играет на гитаре правой рукой.
Позиционирует себя как пансексуал .
В ноябре 2018 Yungblud начал встречаться с Холзи. В октябре 2019 стало известно, что пара рассталась.
В апреля 2021 стало известно об отношениях Yungblud с Джесси Джо Старк.

## Карьера
Его песни начали набирать популярность в 2017 году. Yungblud записал песню вместе с Шарлоттой Лоуренс, которая стала саундтреком к сериалу «13 причин почему». Его дебютный альбом был выпущен 6 июля 2018 года.
В феврале 2019 Yungblud и Холзи выпустили песню «11 minutes». Эта работа помогла Доминику привлечь большое количество внимания на YouTube. К августу 2021 года клип на песню «parents» является самой просматриваемой работой Yungblud на YouTube.
Наибольшее влияние на его музыку, по словам Доминика, оказали David Bowie, The Cure, Oasis, N.W.A, The Beatles, Боб Дилан, Arctic Monkeys, Eminem, Sex Pistols, Lady Gaga и The Clash.

## Дискография

### Студийные альбомы
- 21st Century Liability — 6 июля 2018'
- weird! — 4 декабря 2020
- YUNGBLUD — 2 сентября 2022

### Мини-альбомы
- «YUNGBLUD» — 12 января 2018
- «the underrated youth» — 18 октября 2019

### Синглы
2017:
- «King Charles»
- «I Love You, Will You Marry Me»
- «Tin Pan Boy»

2018:
- «Polygraph Eyes»
- «21st Century Liability»
- «Psychotic Kids»
- «California»
- «Medication»
- «Machine Gun» (F**k The NRA)
- «Kill Somebody»
- «Anarchist»

2019:
- «Loner»
- «11 Minutes» (featuring Halsey and Travis Barker)
- «Parents»
- «I Think I’m Okay» (featuring Machine Gun Kelly and Travis Barker)
- «Hope for the Underrated Youth»
- «Die a Little»
- «Original Me» (featuring Dan Reynolds)
- «Casual Sabotage»
- «Tongue Tied» (featuring Marshmello and blackbear)

2020:
- «Weird!»
- «Strawberry Lipstick»
- «Lemonade» (featuring Denzel Curry)
- «Obey» (featuring Bring Me The Horizon)
- «God Save Me, But Don’t Drown Me Out»
- «Cotton Candy»
- «Mars»
- «Acting like that» (featuring Machine Gun Kelly)

### Гостевые появления
- «Falling Skies» (featuring Charlotte Lawrence)
- «Time In A Bottle»
- «I Think I’m OKAY» (featuring Machine Gun Kelly and Travis Barker)
- «Tongue tied» (featuring Marshmello and blackbear)
- «Original me» (featuring Dan Reynolds)
- «Obey» (featuring Bring Me The Horizon)
- «Body Bag» (featuring Machine Gun Kelly and Bert Mccracken)
- «Patience» (featuring Polo G and KSI)